# Лернер, Борис Львович
Борис Львович Лернер — российский учёный и изобретатель в области разведочной геофизики и сейсмического приборостроения, лауреат Государственной премии СССР (1970).

## Биография
Родился 12 октября 1923 г. в Бухаресте в семье автомеханика. Член КПСС с 1965 г.
В 1940 г. один переехал в Бессарабию, недавно вошедшую в состав Молдавской ССР, родители остались в Румынии. После начала войны эвакуировался сначала в Ставропольскую область, затем в Саратов.
С июня по октябрь 1942 г. в армии, воевал на Сталинградском фронте, комиссован по ранению.
Окончил Саратовский университет (1947, физический факультет).
В 1947—1958 гг. в Нижне-Волжском геофизическом тресте: оператор сейсмической партии (1947—1950), начальник партии (1950—1951), старший инженер по аппаратуре производственного отдела треста (1951—1958).
С 1958 г. работал в созданном на базе его отдела СКБ сейсмического приборостроения, с 1962 г. — главный конструктор (директор).
Кандидат технических наук (1968).
В 1992 г. ушёл с поста директора СКБ на должность консультанта. С 1996 г. на пенсии.
Умер 17 декабря 2003 года в Саратове. Похоронен на Еврейском кладбище, квадрат 3, ряд 20, ограда/участок 13.
Жена — Светлана Алексеевна, дочь Наталья, сын Михаил.

## Научные труды
Диссертация:
- Комплекс аппаратуры для регистрации и обработки сейсморазведочных данных : диссертация ... кандидата технических наук : 05.00.00. — [Москва], 1968. — 194 с. : ил.

Сочинения:
- Цифровая обработка сейсмических данных / Козлов Евгений Александрович, Гогоненков Георгий Николаевич, Лернер Борис Львович и др. — М.: Недра, 1973. — 312 с.

## Награды и звания
- Орден Отечественной войны II степени (06.04.1985).
- Государственная премия СССР (1970, в составе коллектива) — за коренное усовершенствование и повышение геологической эффективности поисков и разведки месторождений полезных ископаемых сейсмическим способом.
- Премия Совета Министров СССР (1986, в составе коллектива) — за разработку, освоение серийного производства и внедрение в отечественную сейсморазведку унифицированных цифровых станций «Прогресс».
- Заслуженный работник нефтяной и газовой промышленности РСФСР (1980).